# Артамонова, Ольга Сергеевна (скульптор)
О́льга Серге́евна Артамо́нова (30 апреля 1926, Смоленская область — 5 октября 2006, Москва) — советский и российский скульптор-керамист.

## Биография
Ольга Артамонова родилась 30 апреля 1926 года в деревне Никитино Смоленской области в семье инженера. В 1933—1937 годах жила в городе Скопине Рязанской области. В 1938 году переехала в Москву. Во время Великой Отечественной войны была в эвакуации в Уфе, где окончила среднюю школу. В 1944 году вернулась в Москву и поступила на подготовительное отделение Московского института прикладного и декоративного искусства (МИПИДИ). Занималась скульптурой и живописью. В 1945 году поступила на факультет керамики МИПИДИ. Училась у З. В. Баженовой, В. А. Васильева и Р. Р. Иодко. В 1951 году окончила институт с отличием. Дипломная работа — три скульптуры «Балерина», «Скрипачка» и «Девочка с книгой», объединённые темой «Юные дарования».
В 1951 году вступила в Союз художников СССР. С 1952 года систематически участвовала в художественных выставках. В 1953—1962 годах работала скульптором на Дмитровском фарфоровом заводе. С группой скульпторов совершала поездки в Переяславль-Залесский, где выполняла множество этюдов в гипсе и в глине.
В числе первых её работ на фарфоровом заводе были фигурки на тему театра и цирка «Балерина с розочкой», «Китаянка с зонтиком», «Виолончелистка», «Пьеро» и другие. Выполнила ряд жанровых скульптур: «Почтальон», «Девочка с петухом», «Лежащая девочка с книгой» и другие. В дальнейшем Ольга Артамонова отошла от скульптур на бытовые темы. Одной из излюбленных тем её произведений, выполненных в фарфоре и фаянсе, оставался цирк: «Мим с маской» (1976), «Клоун на шаре» (1980), «Арлекин» (1980), «Тореро» (1982), «Клоун с мячом» (1985). Ольга Артамонова выполняла скульптуры конкретных лиц: Чарли Чаплина, Майи Плисецкой, испанской танцовщицы Марии Росы. Серия статуэток 1971 года посвящена миму Марселю Марсо. Ряд работ Ольги Артамоновой посвящён классическим произведениям русской литературы: «Анна Каренина» (1975), «Ася» (1976), «Евгений Онегин» (1980). Она также работала над сервизами из фарфора и фаянса.
Неоднократно проводились персональные выставки работ Ольги Артамоновой: в 1956 году (Москва), в 1976 году (Москва), в 1977 году (Смоленск), в 1987 году (Магнитогорск), в 1989 году (Смоленск), в 1989 году (Челябинск), в 1991 году (Москва).
Работы Ольги Артамоновой хранятся в собраниях Государственного Русского музея, Государственного Исторического музея, Государственного музея керамики «Кусково», музее Дмитровского фарфорового завода, Пензенской картинной галереи, Пермской художественной галереи, Нижегородского художественного музея, Орловской картинной галереи, Магнитогорской картинной галереи и других музеев.
Умерла 5 октября 2006 года. Похоронена на Кунцевском кладбище.